# Honda XL 175
De Honda XL 175 is een offroadmotorfiets die Honda produceerde van 1973 tot 1978. 

## Voorgeschiedenis
Honda bracht al jaren bij veel van haar toermodellen en iets afwijkend model dat geschikt was voor het rijden op onverharde wegen, de "CL"-modellen. In de 175cc-klasse was dat de Honda CL 175, die van 1968 tot 1973 was geproduceerd. In die serie had men ook al een voor zwaarder terrein bedoeld model uitgebracht, de Honda SL 175, die veel grotere veerwegen, meer bodemvrijheid en noppenbanden had. Dat was echter nog een paralleltwin, afgeleid van de Honda CB 175. 

## XL 175
In 1972 was de eencilinder Honda XL 250 op de markt gekomen. Dat was een veel vlotter, moderner en sportiever offroadmodel. Een 175cc-versie daarvan zou kunnen concurreren met machines als de Yamaha CT 175 tweetakt.

### Motor
De motor was een luchtgekoelde staande eencilinder met een enkele bovenliggende nokkenas en twee kleppen. Er was geen startmotor, want die zou extra gewicht meebrengen, de machine werd gestart met een kickstarter.

### Aandrijving
Vanaf de krukas werd de natte platenkoppeling met zeven koppelingsplaten door tandwielen aangestuurd. De XL 175 had een vijfversnellingsbak en de secundaire aandrijving geschiedde met een vrijwel geheel open liggende ketting. 

### Rijwielgedeelte
Het frame was een semi-dubbel wiegframe. Vanaf het balhoofd liepen enkele buizen zowel bovenlangs de motor als naar de onderkant van het blok. Beide buizen splitsten zich echter op in dubbele buizen, waardoor een stevig geheel ontstond waarin de motor zelf geen dragende functie had. Onder het motorblok, waar al twee framebuizen zaten, zat ook een carterbeschermingsplaat. Het voorwiel zat in een hydraulisch gedempte telescoopvork,  achter zat een swingarm met twee in vijf standen instelbare veer/demperelementen. Zowel voor als achter zaten trommelremmen. Het voorwiel mat 21 inch, het achterwiel 18 inch. Beide wielen waren van lichtmetaal.

### Kenmerken
Als semi-terreinmotor had de XL 175 grote veerwegen en daarom ook hoge spatborden. Het voorspatbord was klein, veel kleiner dan het niet-originele spatbord op de bovenstaande foto. Om het zwaartepunt laag te houden en de handelbaarheid te vergroten was de tank ook klein, slechts 7 liter. De bodemvrijheid was ruim 20 cm en daarom hoefde de uitlaat niet omhoog gebogen te worden. Ze zat laag aan de rechterkant met een klein hitteschildje. De machine was verder uitgerust met elektrische richtingaanwijzers. 

### 1973, XL 175 K0
De XL 175 K0 uit 1973 werd geleverd in slechts één hoofdkleur, Mars Orange met zilver voor de benzinetank en de zijdeksels. Op het voorste deel van de tank zat een zwarte bies. De spatborden waren van plastic en zilverkleurig. Het "XL-175"-logo op de zijdeksels was wit. Het frame en het koplamphuis waren zwart.

### 1974, XL 175 K1
De XL 175 K1 uit 1974 was identiek, behalve het "XL 175"-logo op de zijdeksels, dat nu geel met wit was. 

### 1975, XL 175 K2
Ook de XL 175 K2 was weinig anders. De hoofdkleuren waren nu Tahitian Red met zilver. Het "XL 175"-logo was rood met wit. 

### 1976, XL 175 '76
In 1976 veranderde het uiterlijk van de XL 175 flink: de hoofdkleur was Aquarius Blue, maar de tank had geen biezen en ook beide spatborden waren in de hoofdkleur gespoten. Het "XL 175"-logo was geel met wit, de wielnaven waren gepolijst aluminium en op het instrumentenpaneel verviel de toerenteller en bleef alleen de snelheidsmeter over. De uitlaat was nu wel omhooggebogen, maar grotendeels verborgen omdat ze achter de framebuizen langs liep.

### 1977, XL 175 '77
In 1977 werd de tank weer tweekleurig: zwart met Tahitian Red. De zijdeksels waren zwart en de spatborden waren rood. Het "XL-175"-logo was rood, maar wit omrand. De wielnaven waren zilverkleurig gespoten. 

### 1978, XL 175 '78
In 1978 was de hoofdkleur Excel Black met Tahitian Red. De rode vlakken op de tankhelften waren langer geworden. De wielnaven waren zwart en het "XL 175"-logo was rood met wit. 